# Chris Cox
Christopher Cox (sinh năm 1982) là phó chủ tịch sản phẩm của Facebook, phụ trách mảng phát triển sản phẩm. Cox quản lý nhóm thiết kế và lập trình viên của Facebook, chịu trách nhiệm đối với những tính năng và sản phẩm mới. Trong vai trò của mình, anh cũng đóng góp ý kiến vào các chủ đề gắn liền với công ty như kế hoạch, riêng tư và sản phẩm.
Cox nhận bằng cử nhân ngành Hệ thống biểu tượng từ Trường Đại học Stanford, nơi anh theo học từ năm 2001 đến năm 2004. Anh bỏ học để tham gia Facebook vào năm 2005. Cox bắt đầu làm việc với vai trò kỹ sư phần mềm, đối tượng làm việc của anh là các tính năng News Feed và Inbox của website. Sau đó, anh nhậm chức Giám đốc Nhân sự và hiện nay là Phó Chủ tịch Sản Phẩm. Mặc dù Cox không còn là Giám đốc Nhân sự của Facebook nữa nhưng tất cả các nhân viên mới của Facebook đều tìm gặp anh trong vòng một giờ trong ngày làm việc đầu tiên của mình.
Business Insider gọi Cox là "một mối đe dọa cấp ba - một kỹ sư có thể xây dựng các sản phẩm của công ty, một nhà điều hành có thể tuyển dụng và quản lý những nhân tài, và một lối suy nghĩ chiến lược với tầm nhìn xa trông rộng". Đồng thời Business Insider cũng xếp Cox vào vị trí thứ 2 trong danh sách "10 Nhà hoạt động Công nghệ Ngôi sao nhạc Rock mà bạn chưa từng nghe tới" (10 Rock Star Tech Execs You've Never Heard Of). Anh cũng được biết đến là người đã tích cực trong việc đưa con người và công nghệ đến với nhau. "Công nghệ không việc gì phải cách ly chúng ta với những người khác". Anh nói với Wired. "Sự thật vật lý vẫn tồn tại cùng với những câu chuyện của con người mà chúng ta được nghe kể".
Cox nói với tờ The Wall Street Journal rằng anh tin rằng sẽ có lúc "khi bạn bật TV lên, và bạn thấy những gì mà bạn bè và mẹ của bạn đang xem, và họ có thể ghi lại cho bạn. Thay vì 999 kênh, bạn sẽ thấy 999 lời giới thiệu từ bạn của bạn."